# 莉布卡·苏吉阿托
莉布卡·苏吉阿托（2000年1月22日—），印尼女子羽毛球運動員。她曾与法布里安娜·德维普吉·库苏马赢得2018年亚青赛女双冠军。

## 簡歷
2016年11月，莉布卡·苏吉阿托與法布里安娜·德维普吉·库苏马出戰印尼羽毛球國際挑戰賽，在女双準决赛以1比2（15-21、23-21、16-21）不敌赛会2号种子、队友的尼萨克·普吉·莱斯塔里/梅里萨·辛迪·萨普特里。
2017年7月，莉布卡·苏吉阿托代表印尼参加本国举办的亞洲青年羽毛球錦標賽，在率先进行的团体赛中，助印尼队赢得混合團體亚军；此外，还與青年期乔萨·法迪拉·苏吉亚托赢得亚青赛女子双打季军。同年10月，她代表印尼出戰在印尼日惹舉行的世界青年羽毛球錦標賽；與青年期乔萨·法迪拉·苏吉亚托赢得世青赛女子雙打亚军。同年11月，她與乔萨·法迪拉·苏吉亚托出戰馬來西亞羽毛球國際挑戰賽，在女双準决赛以0比2（16-21、12-21）不敌泰国强档的基蒂帕克·杜布图克/纳查·盛触。
2018年7月，莉布卡·苏吉阿托代表印尼参加本国举办的亞洲青年羽毛球錦標賽，在率先进行的团体赛中，助印尼队赢得混合團體季军；此外，还與青年期法布里安娜·德维普吉·库苏马赢得亚青赛女子双打冠军，亦是印尼第三个赢得该项目冠军的组合。同年9月，她與法布里安娜·德维普吉·库苏马出戰印尼邦加勿里洞羽毛球大師賽，在女双準决赛以0比2（14-21、10-21）不敌赛会2号种子、日本强档的松山奈未/志田千陽。

## 主要比賽成績
只列出曾進入準決賽的國際賽事成績：
| 年份   | 賽事                       | 公開賽級別 | 項目     | 搭檔                        | 成績   |
| ------ | -------------------------- | ---------- | -------- | --------------------------- | ------ |
| 2016年 | 印尼羽毛球國際挑戰賽       | 國際挑戰賽 | 女子雙打 | 法布里安娜·德维普吉·库苏马  | 準決賽 |
| 2017年 | 亞洲青年羽毛球錦標賽       | 其他       | 混合團體 | －                          | 亞軍   |
| 2017年 | 亞洲青年羽毛球錦標賽       | 其他       | 女子雙打 | 乔萨·法迪拉·苏吉亚托        | 季軍   |
| 2017年 | 世界青年羽毛球錦標賽       | 其他       | 女子雙打 | 乔萨·法迪拉·苏吉亚托        | 亞軍   |
| 2017年 | 馬來西亞羽毛球國際挑戰賽   | 國際挑戰賽 | 女子雙打 | 乔萨·法迪拉·苏吉亚托        | 準決賽 |
| 2018年 | 亞洲青年羽毛球錦標賽       | 其他       | 混合團體 | －                          | 季軍   |
| 2018年 | 亞洲青年羽毛球錦標賽       | 其他       | 女子雙打 | 法布里安娜·德维普吉·库苏马  | 冠軍   |
| 2018年 | 印尼邦加勿里洞羽毛球大師賽 | 超級100賽  | 女子雙打 | 法布里安娜·德维普吉·库苏马  | 準決賽 |
| 2018年 | 世界青年羽毛球錦標賽       | 其他       | 混合團體 | －                          | 季軍   |
| 2018年 | 世界青年羽毛球錦標賽       | 其他       | 女子雙打 | 法布里安娜·德维普吉·库苏马  | 季軍   |
| 2019年 | 波蘭羽毛球公開賽           | 國際挑戰賽 | 女子雙打 | 法布里安娜·德维普吉·库苏马  | 準決賽 |
| 2019年 | 芬蘭羽毛球公開賽           | 國際挑戰賽 | 女子雙打 | 法布里安娜·德維普吉·庫蘇馬  | 亞軍   |
| 2019年 | 馬來西亞羽毛球國際系列賽   | 國際系列賽 | 女子雙打 | 法布里安娜·德維普吉·庫蘇馬  | 亞軍   |
| 2019年 | 中華台北羽毛球公開賽       | 超級300賽  | 女子雙打 | 西蒂·法迪亚·席尔瓦·拉马丹蒂 | 準決賽 |
| 2019年 | 印尼瑪琅市長羽毛球大師賽   | 超級100賽  | 女子雙打 | 西蒂·法迪亚·席尔瓦·拉马丹蒂 | 冠軍   |
| 2019年 | 東南亞運動會羽球比賽       | 其他       | 女子團體 | －                          | 銀牌   |
| 2021年 | 海洛羽毛球公開賽           | 超級500賽  | 女子雙打 | 西蒂·法迪亚·席尔瓦·拉马丹蒂 | 準決賽 |
| 2022年 | 東南亞運動會羽毛球比賽     | 其他       | 女子團體 | －                          | 銀牌   |
| 2022年 | 瑪琅羽毛球國際挑戰賽       | 國際挑戰賽 | 女子雙打 | 蘭妮·特里亞·馬亞薩里        | 冠軍   |
| 2022年 | 巴林羽毛球國際挑戰賽       | 國際挑戰賽 | 女子雙打 | 蘭妮·特里亞·馬亞薩里        | 冠軍   |
| 2023年 | 奧爾良羽毛球大師賽         | 超級300賽  | 女子雙打 | 蘭妮·特里亞·馬亞薩里        | 準決賽 |
| 2023年 | 印尼棉蘭羽毛球大師賽       | 超級100賽  | 女子雙打 | 蘭妮·特里亞·馬亞薩里        | 冠軍   |
| 2023年 | 印尼泗水羽毛球大師賽       | 超級100賽  | 女子雙打 | 蘭妮·特里亞·馬亞薩里        | 冠軍   |
| 2024年 | 印尼羽毛球大師賽           | 超級500賽  | 女子雙打 | 蘭妮·特里亞·馬亞薩里        | 準決賽 |
| 2024年 | 亞洲羽毛球團體錦標賽       | 其他       | 女子團體 | －                          | 季軍   |
| 2024年 | 瑞士羽毛球公開賽           | 超級300賽  | 女子雙打 | 蘭妮·特里亞·馬亞薩里        | 冠軍   |
| 2024年 | 優霸盃                     | 其他       | 女子團體 | －                          | 亞軍   |

| 2007-2017年 | 首要超級賽 | 超級賽 | 黃金大獎賽 | 大獎賽 | 國際挑戰賽 | 國際系列賽 | 未來系列賽 | 其他 |

| 2018-2026年 | 總決賽 | 超級1000賽 | 超級750賽 | 超級500賽 | 超級300賽 | 超級100賽 | 國際挑戰賽 | 國際系列賽 | 未來系列賽 | 其他 |

### 奧運會和世錦賽參賽紀錄
|          | 搭檔                 | 2021  | 2022 | 2023 |
| -------- | -------------------- | ----- | ---- | ---- |
| 女子雙打 | S·F·S·拉马丹蒂       | 64強1 | 32強 | －   |
| 女子雙打 | 蘭妮·特里亞·馬亞薩里 | －    | －   | 32強 |

- ^  注解1：賽前退賽